# Giovanni Moroni
Giovanni Moroni (ur. 13 grudnia 1930 w Rzymie, zm. 24 lutego 1992 w Montecastrilli) – włoski polityk i samorządowiec, poseł do Parlamentu Europejskiego II kadencji.

## Życiorys
Działał w samorządzie miejscowości Montecastrilli. Był jej radnym i asesorem, a od 1960 do 1967 burmistrzem. W latach 1964–1980 zasiadał w radzie regionu Umbria. Od 1978 do 1981 kierował konsorcjum transportowym w regionie, należał też do zarządu FINAM (instytucji finansującej rolnictwo w południowych Włoszech). Został członkiem Włoskiej Partii Socjaldemokratycznej. W jej strukturach pełnił funkcje m.in. zastępcy sekretarza generalnego partii, członka zarządu ds. organizacyjnych (od 1980) i kierownika sekretariatu politycznego (od 1984).
W 1984 wybrano go posłem do Parlamentu Europejskiego II kadencji. Przystąpił do frakcji socjalistycznej, należał m.in. do Komisji ds. Instytucjonalnych oraz Komisji ds. Polityki Regionalnej i Planowania Regionalnego. W 1989 należał do założycieli Ruchu Jedności i Demokracji Socjalistycznej (Movimento di unita' e democrazia socialista), który wkrótce połączył się z Włoską Partią Socjalistyczną. Otrzymał propozycję startu do Europarlamentu z list tej ostatniej, jednak powstrzymał ją zawał serca, który przeszedł wiosną 1989. Zmarł po długiej chorobie 3 lata później.